# Саййидатаи
Саййидатаи (араб. سيّداتاي‎, узб. саййидотойи, уйг. Seyid atai‎, — состоит из слов саййид (вождь, господин, глава, мастер) и ата (святой, отец)) — почётный титул у мусульман для потомков пророка Мухаммеда у суннитов и в частности шиитов —  нисходящие от известных исламских святых личностей по прозвищу Саййид Ата (настоящее имя Саййид Ахмад), которые считаются потомками Али и его жены Фатимы и внука Хусейна. В исламских странах сайиддатаи пользовались особыми привилегиями, занимали многие высокие посты во дворе правителей, пользовались особым почитанием, они как и другие саййиды имели право ходатайствовать за преступников и освобождались от телесных наказаний и смертной казни. Отличием саида у суннитов была, как правило, зелёная чалма, а у шиитов — чалма чёрного цвета. Саййиды пользуются особым почитанием. В сознании мусульман потомки Саййид Ата часто отождествлялись со святыми авлия, они считались главными представителями религиозных идей ислама.
Саййидатаи являются потомками имама Хусейна, существует несколько ветвей подрода саййидатаи сеййидов, которые берут начало от разных предков по прозвищу Саййид Ата:
- 1) Саййид Ата (14 век)- его полное имя Абу Насир Саййид Ахмад Салих ибн Амир Хасан (прозвище (лакаб) Абубакр ар-Рида) ибн Саййид Амир Бурхануддин Абу Наср Сулейман Кабир Бакиргани ибн Саййид Абдуллах Имамуддин ибн Саййид Касым аль-Махди, по отцовской линии является потомком Имама Али Наки ибн Имама Мухаммад Таки ибн Имама Али Муса ар-Рида ибн имам Муса аль-Казима, по материнской линии был потомком Наджм ад-дина Кубра (ум.618/1221), был учеником шейха тариката Яссавия Занги-Ата, и получал от него степень иршада и халифе. Автор книги "Шаджарат аль-атрак" (родословное тюрков) (XV век) сообщал что хан Золотой Орды Узбек-хан, официально принял ислам от преемника Занги-Аты Саййид Аты[8][9]. Источники утверждают, что Саййид Ата, которому приписывается обращение в ислам золотоордынского хана Узбека, был хранителем мазара Хаким-Аты[10][11]. Известно что Саййид Ата погребён в Арале близ Амударьи в мазаре Сулеймана Бакыргани[12].[13][14][15]
- 2) Саййид Ата (XVI в.) - полное имя Саййид Шах Муртаза Вали ибн Саййид Мирза Хусейн, суфийский святой, шейх тариката Накшбандия, родословное которого восходит с Мухаммад Касыму ибн Абул Касым Хамза ибн имам Муса аль-Казима. Мавзолей его находится в Янгиюльский районе, Ташкентская область[16].
- 3) Саййид Ата (XV век) - полное имя Шейх Саййид Ахмад - потомок Хусейна, считается учителем Шейха Шамс ад-дина Узганди (XV-XVI в), поэта и суфия тариката Яссавия[17][18].
- 4) Саййид Ата (XIV-XV в.) (сын святого Саййида Аты Абу Насира Ахмада Салиха) - полное имя Саййид Абдуллах Зарбахш, известный суфий, считается что его могила находится в святыне Бойканда (Пойканд), Каракульский район, Бухарской области[19].
- 5) Саййид Ата (XIV-XV в.) Сани (второй Саййид Ата) - настоящее имя Саййид Ахмад Мир Усмани ибн Саййид Абдулазиз Фирузхаш Умар Катталкул, известный суфий, его могила находится в деревне Каттакишлак, Шафирканского района, Бухарской области[20].
- 6) Саййид Ата (ум.1218) - его настоящее имя Саййид Ахмад (прозвище (лакаб) Хорезми) ибн Накиб Мухаммад аль-Хусейн, считается что он был учеником Ахмада Яссави и распространял духовный метод своего шейха в бассейнах Сырдарьи и в Хорезме[21][22].
- 7) Саййид Ата (Ато) (XV-XVI век) - полное имя Мир Саййид Фатхуллах ибн Саййид Абдуллах Зухриддин (Мухаммад Соктаре) ибн Саййид Абулфайз Дервиш — среднеазиатский святой авлия, сеид, шейх аль-кутб. Именной мемориальный комплекс «Етти Туғ Ато (Саййид Ато)» состоящий из мавзолея и мечети находится на родине святого в кишлаке Падарон (Патрон), Каршинского района. Считается что он потомок святого, авлия, суфия и шейха учения увайсия ишкия — Бурхануддин (Бурхан ад-дин) Кылыча Узгенского[23].
- 8) Саййид Ата (XIV в.) - полное имя Саййид Ахмад ибн Саййид Махмуд (Мухаммад) Яссави, суфийский святой, жил во времена правления золотоордынского хана Азиз-хана (ум.1368 г.), о Саййиде Ата упоминается в книге Натанзи (около 1413/14 г.г.) "Аноним Искандера", автор упоминает: "…один из потомков султана, знающих Саййида Махмуда (Мухаммада) Ясави, прозванный Саййид Ата, дожил до его (Азиз-хана) времени…, Азиз-хан раскаялся от руки этого Саййид Ата и дал ему свою дочь»"[24][25][26].
- 9) Саййид Ата (XVI-XVII в.) Вали - настоящее имя Саййид Ахмад бин Саййид Кутбиддин бин Саййид Джалалуддин Мусавий, известный суфий тариката Кадирия. Согласно древным рукописам шежере он был потомком Саййида Мужаба бин Саййид Абдуллаха Авкалани бин имам Муса аль-Казима в 16-м колене. Его могила находится в Каракамышском районе, города Ташкента[27]